# Murcia fumigata
Murcia fumigata är en kvalsterart som beskrevs av Koch 1841. Murcia fumigata ingår i släktet Murcia och familjen Ceratozetidae. Inga underarter finns listade i Catalogue of Life.